# Teleport Tower
De Teleport Tower is een kantoorgebouw in Amsterdam. Het gebouw ligt vlak langs de A10 en de N200. De bouw van de Teleport Tower werd in het jaar 2000 met een hoogte van 65 meter en 17 verdiepingen afgerond. In het gebouw zijn veel kleine huurders gevestigd als onderhuurder van Regus.
Vanuit de toren heeft men uitzicht op Amsterdam en omgeving. Het gebouw heeft drie vleugels die allen wijzen naar een belangrijke plek in de omgeving; Luchthaven Schiphol, Station Amsterdam Sloterdijk en het centrum van Amsterdam.

## Architectuur
De bouwstijl die gebruikt is voor het roomkleurige gebouw is de zogenaamde Living Architecture. Dit is een vorm van architectuur die is geïnspireerd door de natuur en is gebaseerd op schoonheid en harmonie. Het kantoorgebouw heeft een prominente uitstraling en is het symbool voor het zakencentrum Teleport.

## Inrichting
De entree met receptiefunctie is geheel gerenoveerd en gemoderniseerd. Op de begane grond zit een restaurant en onder het gebouw bevindt zich een beveiligde parkeergarage. In de algemene ruimte vind je een bar, informele overlegplekken en formele vergaderruimten.
Rembrandttoren · Mondriaantoren · Y-Towers · Amsterdam Symphony · WTC H Toren · ABN AMRO-hoofdkantoor · Amstel Tower · Ito-toren · Valley · Millennium Tower · Crystal Tower · The Sharing Tower · Teleport Tower · Viñoly · Breitnertoren · Oval Tower · The Rock · Pontsteiger · La Guardia Plaza · Cross Towers · New Amsterdam · UNStudio Tower · Boekhuis · IJ-toren · A'DAM Toren · Hourglass · Vivaldigebouw · Okura Hotel · 900 Mahler · De Nederlandsche Bank · Xavier · De Spakler